# جکی شرارد
جکی شرارد (انگلیسی: Jackie Sherrard؛ زادهٔ ۹ ژوئن ۱۹۶۶) بازیکن سابق فوتبال اهل انگلستان است. او بیشتر دوران حرفه‌ای خود را در پست هافبک در دانکاستر روورز بلز بازی کرده است.
وی همچنین در تیم ملی فوتبال زنان انگلستان بازی کرده است.